# Magyar Kereskedelmi és Vendéglátóipari Múzeum
A Magyar Kereskedelmi és Vendéglátóipari Múzeum országos szakmúzeum, melynek gyűjtőköre kiterjed a hazai kereskedelem (kis- és nagykereskedelem, áruvásárok, a nemzetközi kereskedelem, pénzügyi kereskedelem, biztosítás és szerencsejáték), a vendéglátóipar (szállodaipar, egyéb vendéglátóipari helyek), valamint a turizmus, idegenforgalom történetének kulturális javaira. 2024. július 1-től a Magyar Nemzeti Múzeum Közgyűjteményi Központ tagintézményeként működik.
Az 1966-ban létrejött – a világon máig egyedülálló – országos gyűjtőkörű intézmény a világörökség részét képező budai várnegyedben, az utcának nevet adó egykori Fortuna fogadó patinás épületében kezdte meg működését, ahol 2005 nyaráig tevékenykedett. 2006 szeptemberétől 2011 júniusáig az V. kerületben, a Szent István-bazilika mellett, a volt Magyar Külkereskedelmi Bank épületében működött. 2011 őszétől a régi „földszintes” Óbuda központjában, Krúdy Gyula egykori házában, a Korona tér 1. szám alatt fogadja látogatóit.

## Története

### Elődje
„E Múzeum a kereskedelmi tudományokban ugyanazon helyet foglalja el, mint például a föld-, ásvány- és bonctani múzeumok a természettan szolgálatában. Hivatva van olyan eszközökről gondoskodni, amelyek által az üzletet gyakorlatilag lehet tanulmányozni” – Gelléri Mór[forrás?]
Az első magyar Kereskedelmi Múzeumot brüsszeli mintára hozták létre 1886-ban a városligeti Iparcsarnokban. Szerepe és feladata az volt, hogy az országunk által megtermelt ipar- és exportcikkeket a kereskedelem fejlődésének elősegítése érdekében bemutassa. Matlekovits Sándor államtitkár felhívására 671 cég adott át árumintát múzeumi célra, és jelentős pénzalapot is biztosítottak a működésre. A múzeumot 1889-től a minisztérium felügyelete alatt álló bizottság vezette. Ekkor szervezték meg a bemutató-tudakozó irodákat itthon és külföldön is, és létrehozták a Wahrmann Mórról elnevezett múzeumi szakkönyvtárat. Az új múzeum igen népszerű volt.
Az 1896-os Millenniumi Kiállításra összegyűjtötték a kereskedelem történeti emlékeit is. Vásárjelvények, vásározó ládák, mérőeszközök, üzleti dokumentumok, csomagoló- és reklámeszközök kerültek a múzeumba. A festményeket, korabeli tárgyakat berendezés-rekonstrukcióval egészítették ki. Maketteket, diorámákat, valamint bábuk segítségével életképeket is bemutattak a korszerű tárlaton. A múzeumnak az 1885-ben emelt Iparcsarnok adott otthont.
A múzeum 1899-ben vált teljesen állami intézménnyé, ekkor kapta meg hivatalosan a Magyar Királyi Kereskedelmi Múzeum elnevezést. 1906-ban új helyre, az Akadémia utca 3. szám alá költözött.
Az első világháború után a múzeum élete alapjaiban megváltozott, az ország gazdasági és területi veszteségei miatt jelentősége is csökkent. A kiállításokat megszüntették, az intézményt 1920 és 1923 között felszámolták. A történeti anyag 1923-ban 856 tétellel a Magyar Nemzeti Múzeum érem- és régiségtárába került. A kései utód, a Magyar Kereskedelmi és Vendéglátóipari Múzeum a gyűjteményből semmit sem örökölt, de 1970 óta nemes céltól vezérelve folytatja a korábbi hagyományokat.

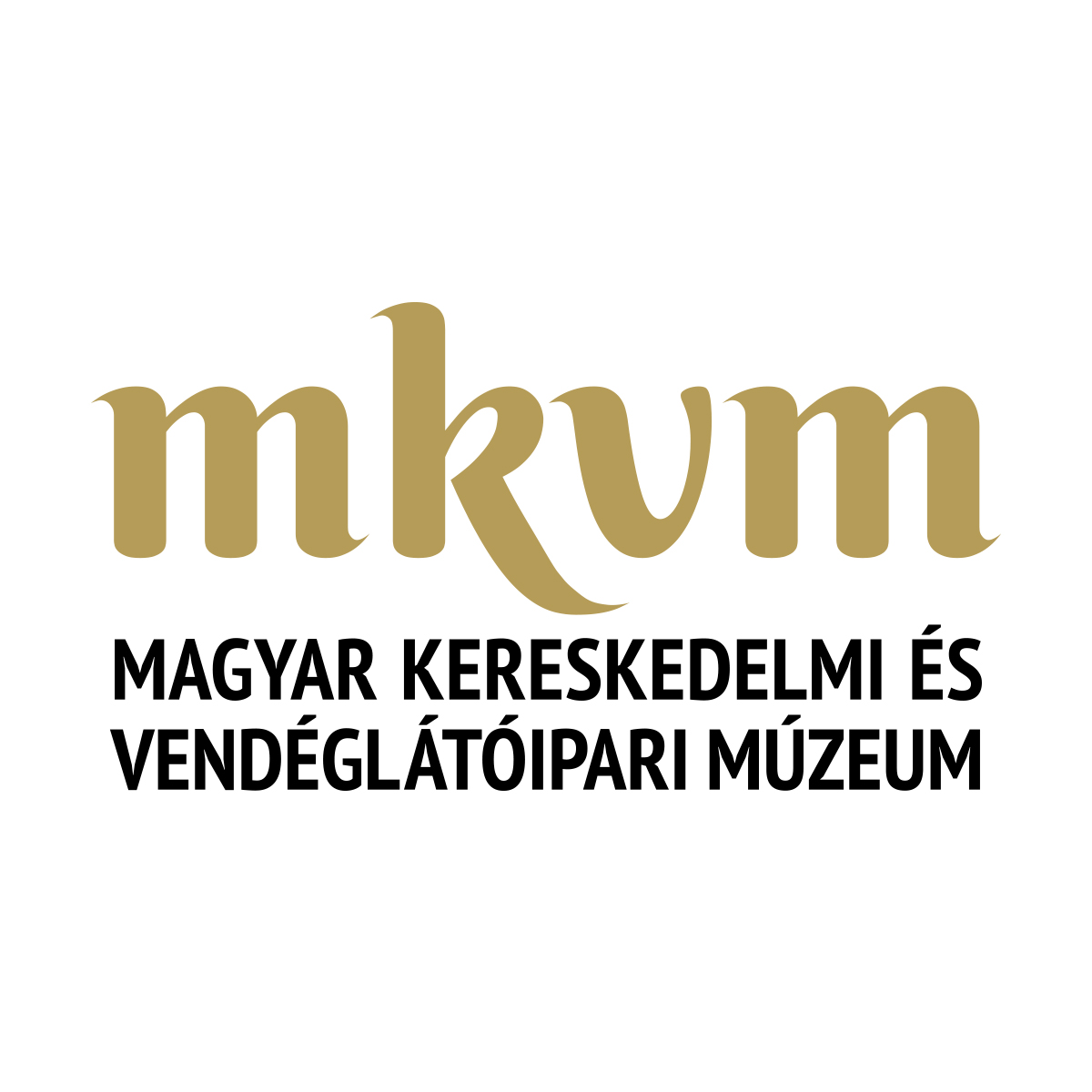
A múzeum logója

### Alapítása
A Magyar Kereskedelmi és Vendéglátóipari Múzeum alapítását több kísérlet előzte meg. A gasztronómia-történeti múzeumok létrehozásának gondolata a 19. század végétől követhető nyomon. Glück Frigyesnek (1858-1931), a magyar szálloda- és vendéglátóipar egyik vezető képviselőjének magángyűjteménye mellett, az I. világháború után a Szállodások és Vendéglősök Ipartestülete vendéglátóipari felszerelésekből, ét- és menülapokból, fényképekből álló, jelentős gyűjteményt őrzött egy létesítendő múzeum részére.
A múzeum kezdetben csak vendéglátóipar-történeti emlékeket gyűjtött, majd 1970-ben kereskedelemtörténeti gyűjteménnyel bővült. Az intézmény ipartörténeti múzeumi feladatokat lát el, szakmuzeológiai követelményeknek tesz eleget.
A kereskedelemtörténeti tárgyi gyűjteményt cégérek, cégtáblák, üzletberendezések és felszerelések, munkaeszközök és mérlegek, a kereskedelmi adminisztráció tárgyi eszközei, áruminták, árudobozok és üvegek, emlék- és reklámtárgyak stb., alkotják. A dokumentációs gyűjtemény tartalmaz okmány- és irattári jellegű anyagot, üzletkönyveket, számlákat, árjegyzékeket. Reklámnyomtatványai (plakátok, számolócédulák, szórólapok) iránt szakemberek és magánszemélyek egyaránt érdeklődnek.
A vendéglátás-történeti tárgyi gyűjteményekben helyet kapnak az éttermi és cukrászati termelés és értékesítés berendezési, felszerelési tárgyai, munkaeszközei. A tálaló-, evő- és ivóeszközök között azok a példányok képviselnek különös szakmatörténeti értéket, melyek egy-egy vendéglátóhely (kávéház, cukrászda, szálloda, stb.) emblémáját viselik magukon. A dokumentációs gyűjtemény legnépesebb csoportját az étlapok és menülapok alkotják. Darabszámra kisebb, de azonos értékű az okmány- és irattári anyag, valamint az aprónyomtatványok tára.
A múzeum történeti anyagát a szakmához kapcsolódó képzőművészeti, numizmatikai gyűjtemény és a fotótár egészíti ki. Az intézmény kereskedelemtörténeti, vendéglátóipari és biztosítás-történeti szakkönyvtárral rendelkezik.

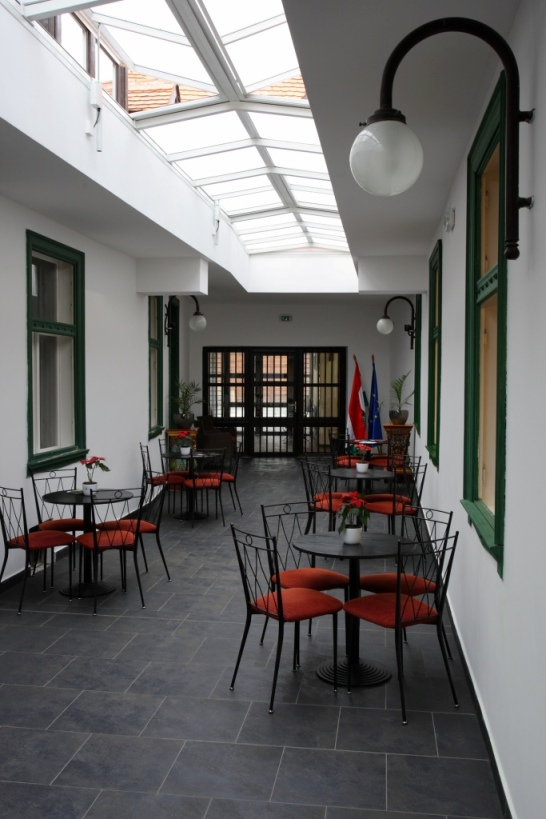
A múzeum belső, fedett udvara, a Krúdy-udvar

### Jelene
A múzeum gyűjtőterülete az egész ország és – nemzetközi egyezmények figyelembevételével – a világ minden olyan pontja, ahol a szóban forgó emlékek fellelhetőek. Feladata a gyűjtőkörébe tartozó kulturális javak (tárgyi, képi, írásos, hang- és egyéb forrásanyag) és az ehhez kapcsolódó kulturális értékkel bíró információk felkutatása, gyűjtése, őrzése, szakszerű nyilvántartása, kezelése, állagmegóvása és védelme; továbbá tudományos feldolgozása és rendszerezése, a tudományos eredmények közzététele, valamint mindezek kiállításokon és más formákban történő bemutatása, a közművelődést segítő hasznosítása.
A Magyar Kereskedelmi és Vendéglátóipari Múzeum kulturális szolgáltatásaival, az állandó és időszaki kiállításokkal, valamint a hozzájuk kapcsolódó múzeumpedagógiai tevékenységgel, családi- és közösségi programokkal, szakmai rendezvényekkel – a minél szélesebb körű hozzáférés érdekében – szolgálja a társadalom művelődését, a formális és nem formális oktatás céljait, és a szabadidő hasznos eltöltésének lehetőségével segíteni az egész életen át tartó tanulás folyamatát. Az intézmény részt vesz a gyűjtőkörével összefüggő közép- és felsőfokú oktatásban, valamint a szakmuzeológus képzésben és továbbképzésben.
Együttműködik a hazai és külföldi, illetve nemzetközi szakmai és muzeológiai szervezetekkel, társintézményekkel, és cserekapcsolatokat alakít ki. Részt vesz a múzeum tudományos témáival összefüggő konferenciákon, a közép- és felsőfokú oktatásban, valamint a muzeológus-képzésben és továbbképzésben, konferenciák szervezésében.

## Gyűjtemények
- Kereskedelemtörténeti dokumentációs gyűjtemény
- Kereskedelemtörténeti adattár
- Kereskedelemtörténeti tárgyi gyűjtemény
- Kereskedelmi plakáttár
- Kereskedelmi fotógyűjtemény
- Numizmatikai gyűjtemény
- Vendéglátóipar-történeti dokumentációs gyűjtemény
- Vendéglátóipar-történeti adattár
- Vendéglátóipari plakáttár
- Vendéglátóipar-történeti fotógyűjtemény
- Képzőművészeti gyűjtemény
- Vendéglátóipari tárgyi gyűjtemény

## Állandó kiállítások

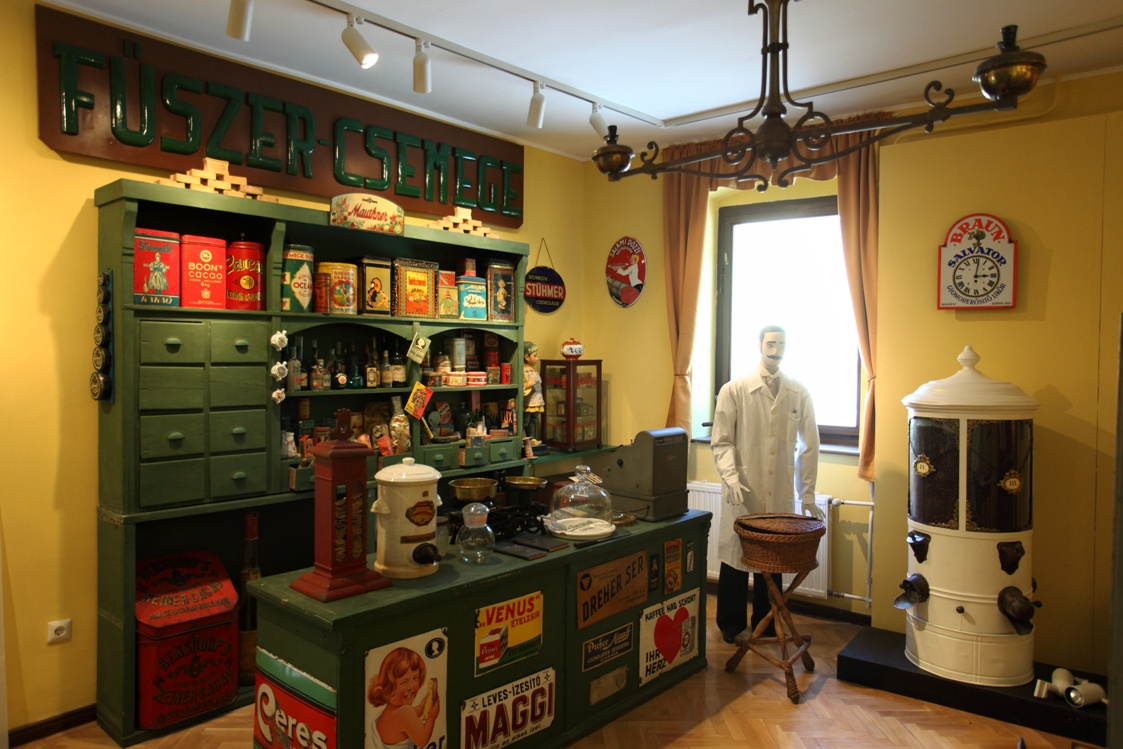
Fűszer-csemege üzlet

### „A jó kalmár a világ jótevője”– Két évszázad a magyar kereskedelem történetéből
A kiállítás a magyar kereskedelem fejlődésének és történetének két évszázadát mutatja be. A látogatók megismerkedhetnek a mérésügy, a vásárok és a vásározás történetével. Emellett betekintést nyernek a kereskedelmi szakoktatás mindennapjaiba, valamint korabeli üzletek és kirakatok hangulatába. 2014. január 21-én nyílt meg a kiállítás második fele további szakboltokkal: Stühmer csokoládébolt, papír-írószer üzlet és vasbolt várja a látogatókat. Bemutatásra kerül az áruházak színes világa – a Párisi Nagy Áruháztól a Corvin Áruházig. Megelevenedik a magyar kereskedelem életében olyan fontos szerepet betöltő intézmények és események is, mint a Hangya Szövetkezet, vagy az államosítás. A tárlat a szocialista kereskedelem bemutatásával zárul, KÖZÉRT üzlettel, Állami Áruházzal és korabeli kirakatokkal.

### „Vendéget látni, vendégnek lenni”– Vendéglátás-történeti állandó kiállítás
A kiállítás a 19. század végi és 20. század eleji otthoni és hivatásszerű hazai vendéglátás tereit mutatja be egy városi skanzen jellegét öltve, elsősorban enteriőrökön keresztül. A látogatók megismerhetik, hol és hogyan töltötte szabad idejét a hajdani polgár, hova utazott, hol szállt meg, mit rendelt asztalához. Megelevenedik egy korabeli szálloda, egy kávéház és egy étterem, továbbá egy cukrászda cukrászműhellyel és egy középpolgári család otthona. Az érdeklődők betekintést nyerhetnek a korabeli mulatók és fürdőhelyek világába is. De azt is megtudhatják, mi volt a szállodai boyok feladata, vagy kipróbálhatják, milyen pincér válna belőlük. Sőt megtanulhatják és otthon is kipróbálhatják a leghíresebb magyar ételek és édességek eredeti receptjeit, melyek méltán tették konyhánkat világhírűvé.

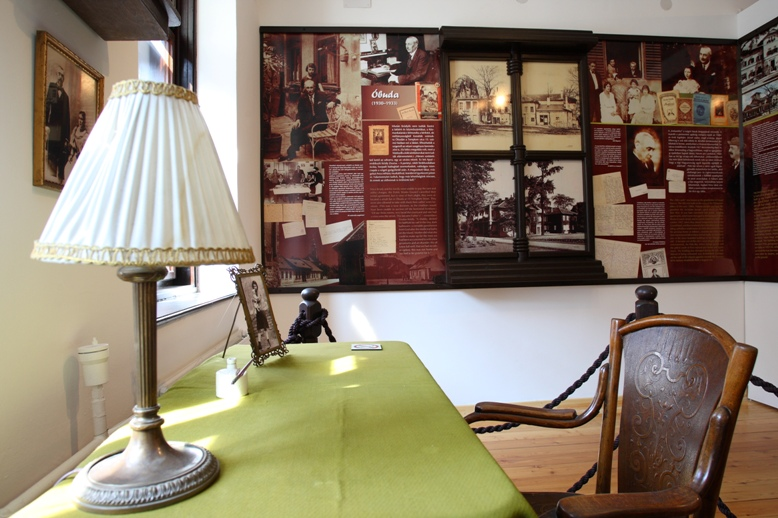
Krúdy-emlékszoba

### „Nekem soha nem volt otthonom…”– Krúdy Gyula budapesti életének színterei
A kiállítás Krúdy hajdani szegényes, óbudai lakásának két szobájában várja a látogatókat, ott, ahol az író élete utolsó három évét töltötte, s ahol meghalt. Az egyikben az albérletek, olcsóbb vagy jobb szállodák, átmenetinek bizonyult polgári otthonok kerülnek bemutatásra, amelyek a fővárosba költözésétől, 1896-tól 1933-ig keretet adtak a hétköznapjainak. A másikban pedig azokat a vendéglátóhelyeket ismertetik, amelyeket szeretett, törzsvendégként látogatott, és műveiben is megörökített.

### Gerbeaud Emil 1854-1919
2019. november 8-án volt kereken száz éve annak, hogy nincs köztünk a híres cukrász, csokoládégyár-tulajdonos, Gerbeaud Emil (1854–1919), aki elévülhetetlen érdemeivel nemzetközi hírnevet és elismerést szerzett a magyar cukrászatnak és édesiparnak. A múzeum kamara kiállítással kívánt emléket állítani tiszteletreméltó alakjának; egyben megmutatták a látogatóknak a múzeumunkban őrzött, Gerbeaud emlékeket. A kamarakiállítás végül állandó kiállítássá alakult át az intézmény Gerbeaud-termében. A tárlaton többek között látható: a Stróbl Alajos szobrászművész által készített Gerbeaud Emil mellszobor; századfordulón készült, iparművészek által tervezett desszertes dobozok; a Gerbeaud család régi fotói, és további érdekes tárgyak, dokumentumok.

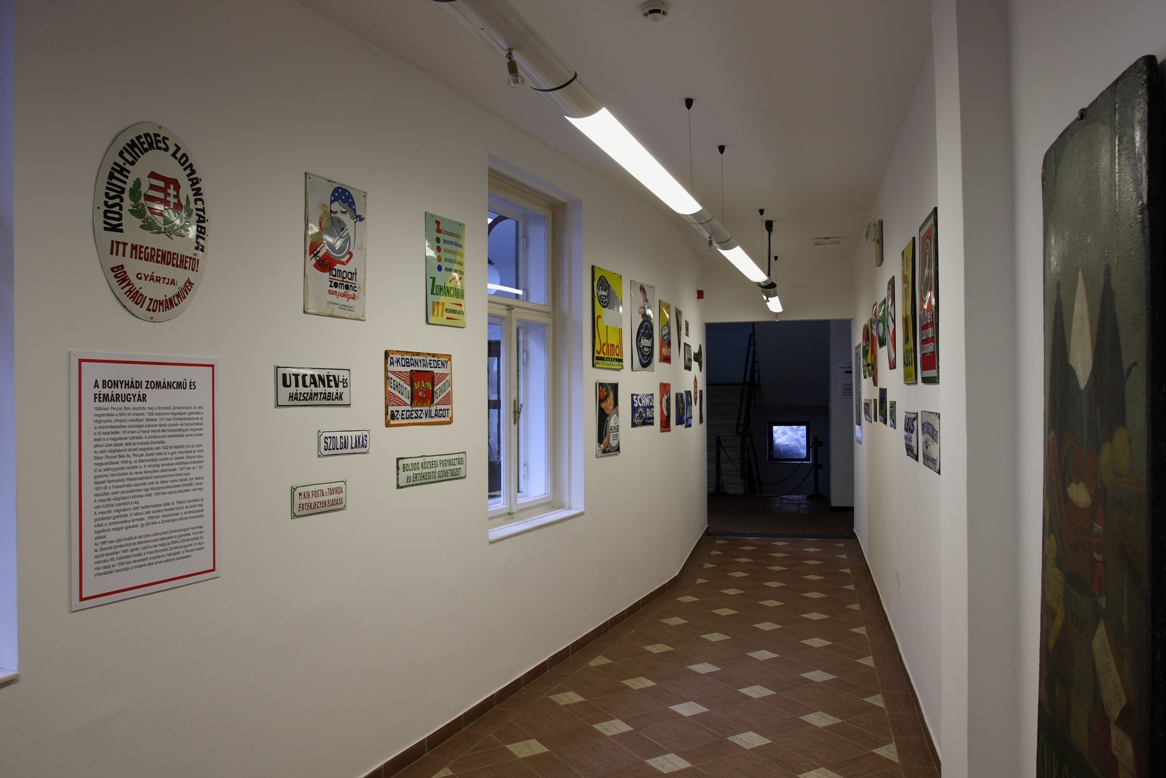
Reklámtáblák

### Reklámtáblák
A tárlat a múzeum kereskedelmi gyűjteményének kevésbé ismert zománctárgyait és tábláit mutatja be a dohányzás, az ital, az élelmiszer, a vegyes iparcikk, a biztosítás és a feliratos táblák témaköréből.

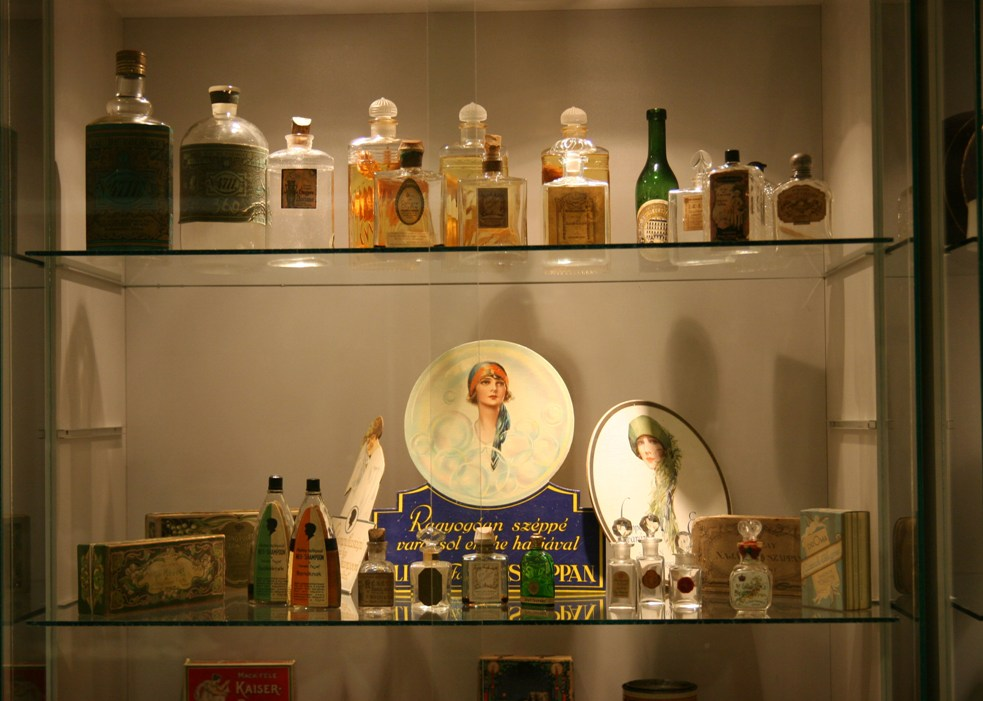
Látványraktár

### Látványraktár
A Látványraktárban ritkán vagy már egyáltalán nem használt bolti segédeszközök, régi árucikkek, dobozok, továbbá olyan különleges tárgyak találhatók, mint a király tejszínes üvege, táncrendek, csizmahúzók, bajusz-sütővasak, sörszámlálók, krampampulis poharak és homárvillák.

## Virtuális kiállítások
- Édes Birodalom – Történetek a Gerbeaud-házból
- Virtuális múzeumi túra, állandó kiállítások
- Fiume – Kapu a nagyvilágra – Tengerészet, kereskedelem és vendéglátás az Adria partján[halott link] (2021. május 21. – október 31.)
- Protokoll és diplomácia (2020. január 22. – december 31.)
- Ez sör! A sernevelőtől a sörgyárig (2017.06.20. – 2018.05.20.)
- Szerzetesek asztalánál (2015.12.10. – 2016.06.26.)
- Képes magyar jazztörténet (2015.11.12. – 2016.05.01.)

## Digitális múzeum
Az intézmény honlapján, a Digitális múzeum menüpontban megtalálhatóak a múzeum online tartalmai, ahol blogbejegyzéseket, érdekességeket tesznek közzé, de lehet böngészni a műtárgyak és kiadványok között is, valamint barangolni lehet számos virtuális kiállításban is. Az oktatási segédanyagok pedig a pedagógusok és a diákok számára nyújtanak segítséget a digitális oktatás során.

## Könyvtár és kutatószolgálat
A múzeum gyűjtőkörének megfelelően könyvtárának feladata a kereskedelem, a vendéglátás és a biztosítás történetének forrásainak gyűjtése. A könyvtár nem nyilvános, szakkönyvtári feladatokat ellátó gyűjtemény. A könyvtár használata ingyenes, kutatási engedélyhez kötött. A könyvtári állomány kizárólag helyben használható, kölcsönzésre nincs lehetőség.

## Kultea
A múzeum Kultea színpada rendszeresen ad otthont különböző kulturális rendezvényeknek. Színházi előadások, koncertek, könyvbemutatók, ismeretterjesztő előadások, úti beszámolók, borestek és gasztronómiai programok mellett tematikus családi napok és egyéb múzeumpedagógiai kínálat is elérhető.